# Biblioteka Myśli Współczesnej
Biblioteka Myśli Współczesnej (znana jako Plus Minus Nieskończoność, od wzoru pojawiającego się na każdej okładce serii, którą zaprojektował Maciej Urbaniec) – licząca ponad 30 lat seria wydawnicza Państwowego Instytutu Wydawniczego, jedna z najbardziej cenionych na polskim rynku. W latach "żelaznej kurtyny" PIW-owska seria była w Polsce oknem na intelektualny świat.
PIW publikuje w serii nowości światowej i polskiej filozofii, psychologii, nauk przyrodniczych, społecznych i humanistycznych. Wśród wybitnych autorów, których dzieła publikowano w Bibliotece są Theodor W. Adorno, Stefan Amsterdamski, Umberto Eco, Mircea Eliade, Erich Fromm, Hans-Georg Gadamer, Ernest Gellner, Jürgen Habermas, Edward T. Hall, Karl Jaspers, Konrad Lorenz, Krzysztof Michalski czy Cezary Wodziński.

## Tomy wydane
- Anatomia telewizji w USA (Jacek Fuksiewicz)
- Arabowie w historii (Bernard Lewis)
- Archeologia wiedzy (Michel Foucault)
- Autorytety świata uczonych (Janusz Goćkowski)
- Bezgłośny język (Edward Hall)
- Car i Bóg: Semiotyczne aspekty sakralizacji monarchy w Rosji (Boris Uspienski, Wiktor Żywow)
- Chryzantema i miecz: Wzory kultury japońskiej (Ruth Benedict)
- Cierpliwość niebios (Hubert Reeves)
- Co myślą naukowcy (Jeremy Stangroom)
- Co to jest człowiek?: O podstawach filozofii i biologii (Luc Ferry, Jean-Didier Vincent)
- Co to jest muzyka? (Carl Dahlhaus, Hans Heinrich Eggebrecht)
- Cudowne i pożyteczne: O znaczeniach i wartościach baśni (Bruno Bettelheim)
- Cybernetyka i charakter (Marian Mazur)
- Cybernetyka kultury (Józef Kossecki)
- Cykle nieba (Guy Lyon Playfair, Scott Hill)
- Czarne dziury - koniec wszechświata? (John Taylor)
- Czarownicy i psychiatrzy (Erving Fuller Torrey)
- Czas w kulturze (red. Andrzej Zajączkowski)
- Część i całość: Rozmowy o fizyce atomu (Werner Heisenberg)
- Człowiek globalny (Dorota Czajkowska-Majewska)
- Człowiek i Kosmos (Ritchie Calder)
- Człowiek Turinga: Kultura Zachodu w wieku komputera (David Bolter)
- Człowiek tysiąclecia: Wiadomości z warsztatów, w których rodzi się nowe społeczeństwo (Robert Jungk)
- Człowiek w teatrze życia codziennego (Erving Goffman)
- Człowiek wobec śmierci (praca zbiorowa)
- Człowiek zwielokrotniony (Gillo Dorfles)
- Człowiek-Bóg czyli O sensie życia (Luc Ferry)
- Czy atomy naprawdę istnieją? (Bernard Diu)
- Czy jesteśmy grzesznikami?: Prawa naturalne małżeństwa (Wolfgang Wickler)
- Czy przed Wielkim Wybuchem był Bóg? (praca zbiorowa)
- Czytanie "Kapitału" (Louis Althusser, Étienne Balibar)
- Dalej niż Einstein (Michio Kaku, Jennifer Trainer)
- Demoniczne samce: Małpy człekokształtne i źródła ludzkiej przemocy (Richard Wrangham, Dale Peterson)
- Dezintegracja pozytywna (Kazimierz Dąbrowski)
- Dlaczego ludzie mają kultury: Uzasadnienie antropologii i różnorodności społecznej (Michael Carrithers)
- Dlaczego życie płynie szybciej, gdy się starzejemy (Douwe Draaisma)
- Dom człowieka (Barbara Ward)
- Drogi kontrkultury (Aldona Jawłowska)
- Drogi wyjścia z zacofania (Jerzy Kleer)
- Duch nie spadł z nieba (Hoimar von Ditfurth)
- Dwa bieguny: Tradycja i nowatorstwo w badaniach naukowych (Thomas Kuhn)
- Dzieci wszechświata (Hoimar von Ditfurth)
- Egipt na wystawie świata (Timothy Mitchell)
- Europa i jej narody (Krzysztof Pomian)
- Filozofia egzystencji: Wybór pism (Karl Jaspers)
- Filozofia nowej muzyki (Theodor Adorno)
- Filozofia, dialektyka, rzeczywistość (Marek Siemek)
- Freud i dusza ludzka (Bruno Bettelheim)
- Fundamentalizm religijny (Bassam Tibi)
- Funkcje malarstwa (Fernand Leger)
- Gdzie się podziali wszyscy intelektualiści? (Frank Furedi)
- Globalizacja: I co z tego dla ludzi wynika (Zygmunt Bauman)
- Gra możliwości: Esej o różnorodności życia (François Jacob)
- Gra: Prawa natury sterują przypadkiem (Manfred Eigen, Ruthild Winkler)
- Granice historyczności (Barbara Skarga)
- Granice świadomości: O rzeczywistości i doznawaniu świata (Ernest Pöppel)
- Granice wiedzy i inne eseje filozoficzne (Willard Van Orman Quine)
- Harmonia społeczna: Czyli zasady szczęśliwego społeczeństwa (W. Julian Korab-Karpowicz)
- Heidegger i filozofia współczesna (Krzysztof Michalski)
- Heidegger i problem zła (Cezary Wodziński)
- Hermeneutyka jako krytyka kultury: Heidegger, Gadamer, Ricœur (Katarzyna Rosner)
- Historia i dziedziczność (Francois Jacob)
- Historia niebyła: Co by było, gdyby...? (Alexander Demandt)
- Historia społeczna Trzeciej Rzeszy (Richard Grunberger)
- Historia, kultura, polityka: Wybór pism (Oswald Spengler)
- Historia, psychika, architektura (Przemysław Trzeciak)
- Hitlera pogląd na świat (Eberhard Jäckel)
- Homo electronicus (Włodzimierz Sedlak)
- Ikonosfera (Mieczysław Porębski)
- Imperializm ekologiczny (Alfred W. Crosby)
- Informacja i gwar: O miejskim centrum (Aleksander Wallis)
- Informatyka: Klucz do dobrobytu (Andrzej Targowski)
- Intuicja a odkrycie naukowe (Albert Nałczadżjan)
- Istota i pochodzenie życia (Francis Crick)
- Jak powstaje człowiek: Nauka i spór o aborcję (Harold Morowitz, James Trefil)
- Jak rozmawiać o książkach, których się nie czytało? (Pierre Bayard)
- Jedność przyrody (Carl Friedrich von Weizsäcker)
- Język, myśl i rzeczywistość (Benjamin Lee Whorf)
- Język, tekst, interpretacja (Paul Ricœur)
- Kino i wyobraźnia (Edgar Morin)
- Koncepcje psychologiczne człowieka (Józef Kozielecki)
- Kultura i eksplozja (Jurij Łotman)
- Kultura i historia: Prolegomena do porównawczego badania cywilizacji (Philip Bagby)
- Kultura w stylu blue jeans (Krzysztof Teodor Toeplitz (pseud. Deuter Krzysztof lub KTT))
- Kultura współczesna - audiowizualność (Maryla Hopfinger)
- Kultura, język, osobowość (Edward Sapir)
- Kulturowe źródła ludzkiego poznawania (Michael Tomasello)
- Labirynty współczesności: Niewola i wolność człowieka (Bogdan Suchodolski (pseud. Jadźwing R.))
- Lector in fabula: Współdziałanie w interpretacji tekstów narracyjnych (Umberto Eco)
- Logika dialektyczna (Ewald Iljenkow)
- Logika i czas: Próba analizy Husserlowskiej teorii sensu (Krzysztof Michalski)
- Ludzie, bogowie i przybysze z kosmosu (Wiktor Stoczkowski)
- Ład przestrzeni (Bolesław Szmidt)
- Małe jest piękne: Spojrzenie na gospodarkę świata z założeniem, że człowiek coś znaczy (Ernst Friedrich Schumacher)
- Marzenie Engelbarta (Henning Lobin)
- Media i ludzie (Byron Reeves, Clifford Nass)
- Metafory w naszym życiu (George Lakoff, Mark Johnson)
- Mieszkańcy masowej wyobraźni (Krzysztof Teodor Toeplitz (pseud. Deuter Krzysztof lub KTT))
- Między historią a metodą: Spory o racjonalność nauki (Stefan Amsterdamski)
- Między utopią a zwątpieniem (Elżbieta Ryszka, Franciszek Ryszka)
- Miłość i nienawiść: Historia naturalna elementarnych sposobów zachowania się (Irenäus Eibl-Eibesfeldt)
- Miłość i wola (Rollo May)
- Mitologie artysty (Andrzej Osęka)
- Moralność prawa (Lon Luvois Fuller)
- Mózg - tajemniczy kosmos (Ernest Pöppel, Edingshaus Anna-Lydia)
- Mózg i znaki (Jan Kordys)
- Muntu dzisiaj: Studium afrykanistyczne (Andrzej Zajączkowski)
- Muzyka popularna. Nasłuchy i namysły (Grzegorz Piotrowski)
- Mysz, mucha i człowiek (François Jacob)
- Myślenie jako dialog (Władimir Bibler)
- Myślenie potoczne: Heterogeniczność zdrowego rozsądku (Teresa Hołówka)
- Myśli przewodnie (Jean Fourastie)
- Na początku był głód (Marek Konarzewski)
- Na początku był wodór (Hoimar von Ditfurth)
- Na początku było jednak światło (Włodzimierz Sedlak)
- Najpilniejsze zadania teatru polskiego (Leon Schiller)
- Narody i nacjonalizm (Ernest Gellner)
- Naród a państwo w polskiej myśli historycznej (Marian Henryk Serejski)
- Nauka i zjawiska nadnaturalne (John Taylor)
- Nauka skorumpowana? O nieczystych związkach nauki i biznesu (Sheldon Krimsky)
- Nerwica a rozwój człowieka: Trudna droga do samorealizacji (Karen Horney)
- Nie igra się z nauką (Bernard Dixon)
- Nie samą informatyką (Władysław Marek Turski)
- Niewczesny pogrzeb Darwina (Stephen Jay Gould)
- Nowy Marsyliusz czyli Społeczeństwo inteligentne (Stefan Bratkowski)
- Nowy Sens filozofii (Susanne Langer)
- Nowy wiek (Henri Van Lier)
- O naturze ludzkiej (Edward Osborne Wilson)
- O poznawaniu: Szkice na lewą rękę (Jerome S. Bruner)
- O sztuce miłości (Erich Fromm)
- O tolerancji (Michael Walzer)
- O życiu i śmierci: Upadek etyki tradycyjnej (Peter Singer)
- Obrazy świata białych (praca zbiorowa)
- Od psychiatrii biologicznej do humanistycznej (Kazimierz Jankowski)
- Odczarowanie: Religia jako zjawisko naturalne (Daniel Dennett)
- Oddalający się kontynent (Stefan Bratkowski)
- Odwaga utopii (Georg Picht)
- Odwrotna strona zwierciadła: Próba historii naturalnej ludzkiego poznania (Konrad Lorenz)
- Ojczyzna, naród, państwo (Konstanty Grzybowski)
- Orientalizm (Edward Said)
- Państwo atomowe: O postępie ku nieludzkości (Robert Jungk)
- Parabole i katastrofy. Rozmowy o matematyce, nauce i filozofii (René Thom)
- Paralele i paradoksy (Daniel Barenboim, Edward Said)
- Pejzaż semiotyczny (Umberto Eco)
- Planeta nie tylko ludzi (Konrad Waloszczyk)
- Płeć i poznanie (Doreen Kimura)
- Płeć i śmierć (William Clark)
- Płeć mózgu: O prawdziwej różnicy między mężczyzną a kobietą (Anne Moir, David Jessel)
- Po co nam historia? (praca zbiorowa)
- Pochwała różnorodności (René Dubos)
- Początki życia (Freeman Dyson)
- Poetyka mitu (Jeleazar Mieletinski)
- Polityka i wojna: Świadomość potoczna a teorie XX wieku (Franciszek Ryszka)
- Polityka językowa a języki mniejszości: Od Wieży Babel do Daru Języków (José María Tortosa)
- Ponad ekonomią (wybrał i przełożył Jan Grosfeld)
- Postmodernizm, rozum i religia (Ernest Gellner)
- Poza wolnością i godnością (Burrhus Frederic Skinner)
- Pożegnanie Molocha (Zygmunt Kałużyński)
- Profanacje (Giorgio Agamben)
- Propozycje dla przyszłości (Valaskakis Kimon)
- Propozycje dla współczesności. Społeczeństwo konserwatywne (praca zbiorowa)
- Przebudzenie etnicznej Ameryki (Michael Novak)
- Przeciw nędzy na świecie: Zarys światowego programu walki z nędzą (Gunnar Myrdal)
- Przemiany obyczaju (Marcin Czerwiński)
- Przestrzeń i miejsce (Yi-Fu Tuan)
- Przyczynki do antropologii współczesności (Marcin Czerwiński)
- Przyroda dla człowieka (Marc Philippe Saint)
- Psychologia plotki (Klaus Thiele-Dohrmann)
- Psychologia przesądu (Gustav Jahoda)
- Punkt zwrotny: Nauka, społeczeństwo, nowa kultura (Fritjof Capra)
- Pytanie o conditio humana: Wybór pism (Helmuth Plessner)
- QED: Osobliwa teoria światła i materii (Richard Feynman)
- Regres człowieczeństwa (Konrad Lorenz)
- Rozum, słowo, dzieje: Szkice wybrane (Hans-Georg Gadamer)
- Rozumienie historii (Jerzy Topolski)
- Rozumienie ludzkiego zachowania: Rozważania o filozoficznych podstawach nauk humanistycznych i społecznych (Zdzisław Krasnodębski)
- Różnorodność i równość (Theodosius Dobzhansky)
- Różnorodność życia (Edward Osborne Wilson)
- Sacrum, mit, historia: Wybór esejów (Mircea Eliade)
- Samotność sztuki (Marcin Czerwiński)
- Semiotyka kultury (antologia)
- Semiotyka kultury ludowej (Piotr Bogatyriow)
- Siedem grzechów pamięci: Jak zapominamy i zapamiętujemy (Daniel Schacter)
- Siła życia (Jean Dorst)
- Spojrzenie na kulturę robotniczą w Anglii (Richard Hoggart)
- Spojrzenie z oddali (Claude Lévi-Strauss)
- Społeczeństwo dobrobytu: Państwo przemysłowe (John Kenneth Galbraith)
- Społeczeństwo nauki (John Ziman)
- Społeczeństwo spektaklu oraz Rozważania o społeczeństwie spektaklu (Guy Debord)
- Społeczna funkcja filozofii: Wybór pism (Max Horkheimer)
- Społeczne tworzenie rzeczywistości (Peter Berger, Thomas Luckmann)
- Sposoby istnienia. Działanie wobec siebie i innych (red. Jarosław Rudniański i Krzysztof Murawski)
- Spór o naturę prawdy (Bohdan Chwedeńczuk)
- Spór o wzrost gospodarczy (Edward Mishan)
- Spór z McLuhanem (Jonathan Miller)
- Stres i życie społeczne. Polskie doświadczenia (Anna Titkow)
- Stres okiełznany (Hans Selye)
- Struktura społeczna w doświadczeniu jednostki: Studium z socjologii współczesnego społeczeństwa polskiego (Winicjusz Narojek)
- Super-ameryka: Szkice o kulturze i obyczajach (antologia)
- Supermarket kultury: Globalna kultura - jednostkowa tożsamość (Gordon Mathews)
- Systemowy obraz świata (Ervin László)
- Szczęście po szwedzku (Józef Kozielecki)
- Szkice edynburskie czyli System telewizji (Krzysztof Teodor Toeplitz (pseud. Deuter Krzysztof lub KTT))
- Szok przyszłości (Alvin Toffler)
- Sztuka jako zjawisko socjologiczne: Przyczynek do charakterystyki poglądów estetyczno-politycznych Platona i Arystotelesa (Jurij Dawydow)
- Sztuka miłości (Erich Fromm)
- Ślady Frankensteina: Nauka, genetyka i kultura masowa (Jon Turney)
- Ślepy zegarmistrz (Richard Dawkins)
- Świat harmonii i chaosu (Michał Tempczyk)
- Świat jako więzienie kultury: Pomyślenia (Wojciech Burszta)
- Świat przez pryzmat znaku (Max Bense)
- Tak zwane zło (Konrad Lorenz)
- Technika a społeczeństwo: Antologia (antologia)
- Technopol: triumf techniki nad kulturą (Neil Postman)
- Telewizja i my (Włodzimierz Sappak)
- Teoria i praktyka: Wybór pism (Jürgen Habermas)
- To, co nieuchronne: Rozmowy o śmierci (Vladimir Jankélévitch)
- Tożsamość Europy (Michał Dobroczyński, Janusz Stefanowicz)
- Traktat ateologiczny: Fizyka metafizyki (Michel Onfray)
- Trzeci szympans: Ewolucja i przyszłość zwierzęcia zwanego człowiekiem (Jared Diamond)
- Trzecia fala (Alvin Toffler)
- Twórczość malarska a społeczeństwo: Szkice (Pierre Francastel)
- Tyrania chwili: Szybki i powolny upływ czasu w erze informacji (Thomas Hylland Eriksen)
- Ukryty wymiar (Edward Hall)
- Umysł na nowo odkryty (John R. Searle)
- Upadek idei postępu (Zdzisław Krasnodębski)
- W kręgu mitu amerykańskiego (Wiktor Osiatyński)
- W poszukiwaniu istoty języka (Roman Jakobson)
- W poszukiwaniu teorii nauczania (Jerome S. Bruner)
- W stronę XVIII stulecia: Jak przeszłość może doskonalić naszą przyszłość (Neil Postman)
- W towarzystwie zwierząt: Analiza związków ludzie-zwierzęta (James Serpell)
- Wielkie miareczkowanie: Nauka i społeczeństwo w Chinach i na Zachodzie (Joseph Needham)
- Więcej niż teatr (Aldona Jawłowska)
- Wokół ewolucji (Antoni Hoffman)
- Wola życia: Myśl Pierre'a Teilharda de Chardin (Konrad Waloszczyk)
- Współczesne stosunki międzynarodowe (Remigiusz Bierzanek)
- Wstęp do historii współczesnej (Geoffrey Barraclough)
- Wyklęty lud ziemi (Frantz Fanon)
- Wyzwanie naturze: Nowy wspaniały świat inżynierii genetycznej (Robert William Cooke)
- Wyzwolenie zwierząt (Peter Singer)
- Z chaosu ku porządkowi: Nowy dialog człowieka z przyrodą (Ilya Prigogine, Isabelle Stengers)
- Zagubione człowieczeństwo: Esej o XX wieku (Alain Finkielkraut)
- Zagubiony paradygmat - natura ludzka (Edgar Morin)
- Zanim człowiek stał się człowiekiem (Robert Foley)
- Zapomniany język: Wstęp do rozumienia snów, baśni i mitów (Erich Fromm)
- Zdrowe społeczeństwo (Erich Fromm)
- Ziarna mowy: Początki i rozwój języka (Jean Aitchison)
- Złudzenie konieczne (Philippe Meyer)
- Znikąd donikąd (Władysław Kunicki-Goldfinger)
- Źródła wiedzy i wyobraźni (Jacob Bronowski)
- Życie po miejsku (Marcin Czerwiński)
- Życie we wszechświecie (praca zbiorowa)
- Żywioł i forma: Wstęp do badań empirycznych nad kulturą współczesną (Włodzimierz Pawluczuk)
- Żywioł i ład (Roger Caillois)